# Hrabstwo Beaver (Pensylwania)
Hrabstwo Beaver (ang. Beaver County) – hrabstwo w USA, w stanie Pensylwania. Według danych z 2000 roku hrabstwo miało 181 412 mieszkańców.